# Волинець Ірина Владиславівна
Ірина Владиславівна Волинець (1 грудня 1980, Чернівецька область) — українська лучниця. Майстер спорту України міжнародного класу.
Займається стрільбою з лука у Івано-Франківському регіональному центрі з фізичної культури і спорту інвалідів «Інваспорт». Користується інвалідним візком.